# Овен (Германия)
Овен (нем. Owen) — город в Германии, в земле Баден-Вюртемберг.
Подчинён административному округу Штутгарт. Входит в состав района Эслинген. Население составляет 3415 человек (на 31 декабря 2015 года). Занимает площадь 9,70 км². Региональный шифр — 08 116 054.